# Dominikanermöwe
Die Dominikanermöwe (Larus dominicanus) ist eine Vogelart innerhalb der Möwen (Larinae).

## Merkmale
Sie ist mit einer Körperlänge von bis zu 58 Zentimeter und einer Flügelspannweite von 125 cm eine der größeren Möwenarten. An Kopf, Hals, Unterseite sowie Schwanz trägt sie ein weißes Gefieder, die Oberflügel und der Rücken sind dagegen schwarz. Die Bezeichnung der Möwe ist von dieser Farbgebung abgeleitet und geht auf den Habit der Dominikaner zurück. Der Schnabel ist gelb mit einem roten Fleck am Unterschnabel. Die Färbung der Füße reicht von gelb bis olivgrün.

## Verwechslungsmöglichkeiten
Im Gebiet der südlichen Ozeane ist die Dominikanermöwe die einzige große Möwenart, die einen weißen Kopf und einen weißen Schwanz aufweist. Aus der Entfernung kann sie lediglich mit der Blutschnabelmöwe verwechselt werden, die aber erheblich kleiner ist und einen leuchtend roten Schnabel aufweist.

## Verbreitung

Verbreitungskarte

Das Verbreitungsgebiet der Dominikanermöwe reicht von den Küsten Südamerikas bis Südafrika, Neuseeland und vielen subantarktischen Inseln im südlichen Ozeangürtel. Die Dominikanermöwe ist außerdem die einzige Möwenart, die auf der antarktischen Halbinsel brütet. Im November oder Dezember legt die Möwe zwei oder drei gesprenkelte Eier in ein Nest, das aus Pflanzenteilen, Knochen und Schneckenschalen besteht. Die Jungen schlüpfen nach einer Brutzeit von vier Wochen und sind nach weiteren sechs bis acht Wochen flügge.

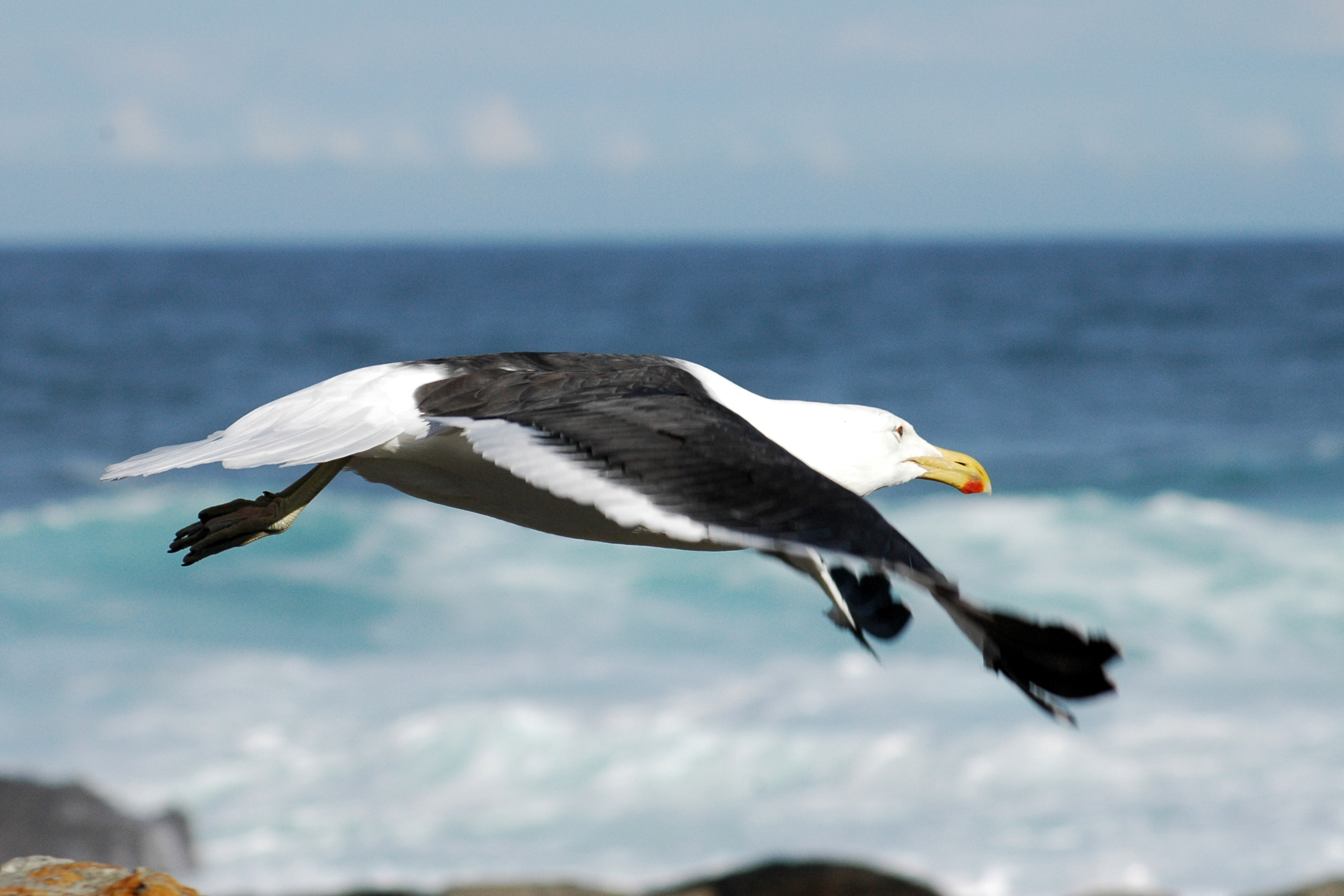
Dominikanermöwe im Flug

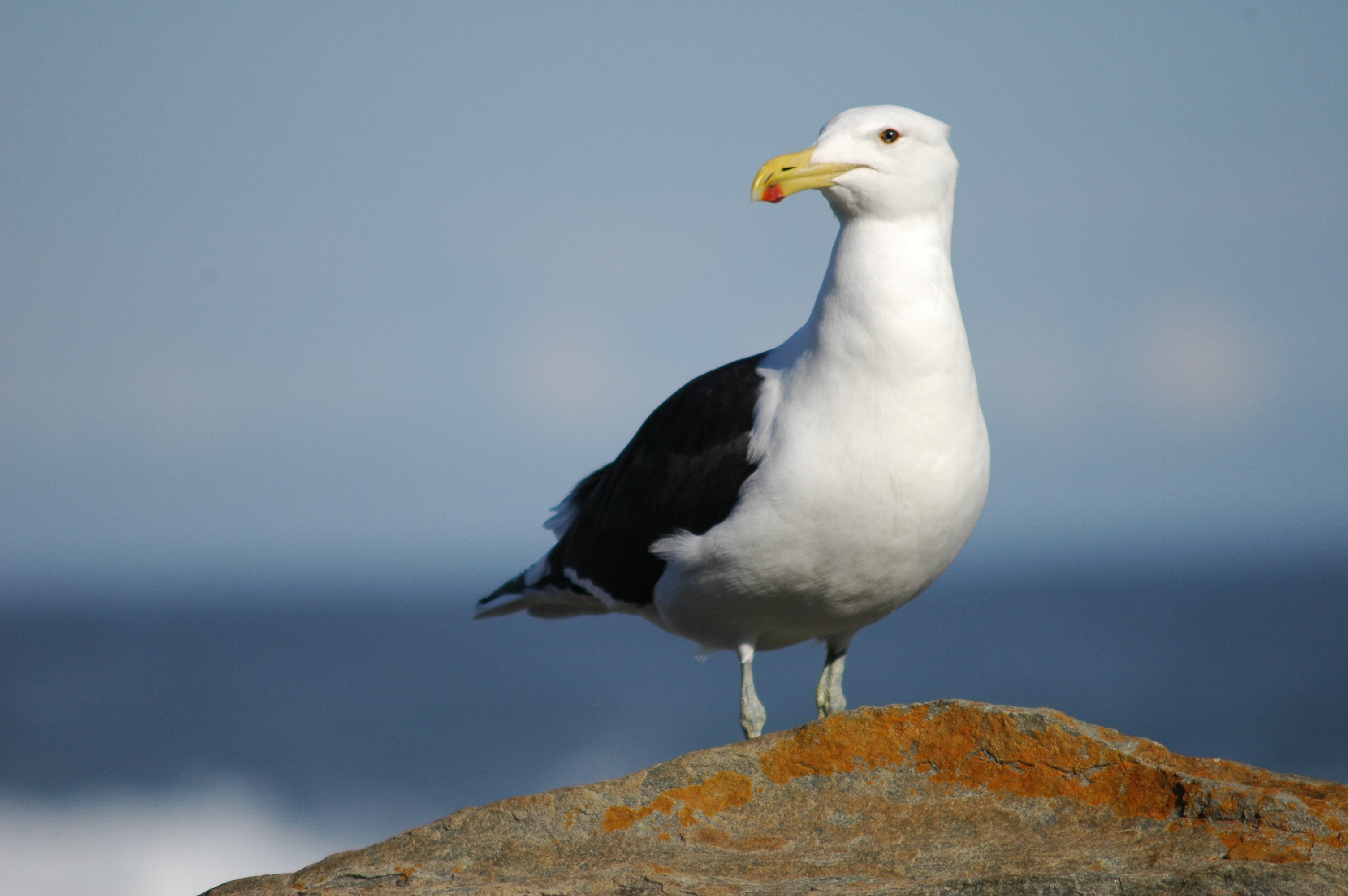

## Ernährung
Dominikanermöwen ernähren sich vorwiegend von Napfschnecken und den Abfällen anderer Vogelkolonien. Sie fressen auch den Abfall, der sich in menschlichen Siedlungen findet. Zum Nahrungsspektrum der Dominikanermöwen zählen außerdem Fische, kleine Säugetiere, Vögel bis zu Größe einer Gans und kränkliche Lämmer, sowie die Nachgeburt von Seelöwen. Auf See folgen Dominikanermöwen gelegentlich auch Booten, um deren Abfall zu fressen. Sie jagen außerdem Sterna-Arten das Futter ab.
Vor der argentinischen Halbinsel Valdés haben Dominikanermöwen in den letzten 30 Jahren begonnen sich auch von den Südkapern zu ernähren. Anfangs landeten die Möwen auf den Walen und pickten Parasiten und lose Stückchen Haut auf. Irgendwann fingen die Dominikanermöwen jedoch an, gesunde Fleischstücke aus den Walen zu picken. Mittlerweile sind die Möwen für die Wale, die in der Region ihren Nachwuchs großziehen, zu einer Plage geworden. Die Wale tauchen viel häufiger als gewöhnlich, um sich vor den Möwen in Sicherheit zu bringen, und vergeuden dadurch viel Energie; gerade die Walmütter würden für die Aufzucht ihrer Kälber viel Ruhe benötigen. Zudem konzentrieren sich die Möwen auf die Walmütter und ihre Kälber, die viel häufiger an die Wasseroberfläche kommen müssen, als die anderen Wale. Die seit 2003 ungewöhnlich stark zugenommene Sterblichkeit der Kälber wird auf Verletzungen durch diese Möwen zurückgeführt.
Auf Guafo Island ernähren sich die Möwen zudem von Hakenwürmern aus dem Kot von den Jungtieren der Südamerikanischen Seebären (Arctocephalus australis), die als Parasiten im Darmtrakt dieser Tiere leben. Sie picken die Würmer und den blutigen Stuhl  teilweise noch bei der Defäkation vom Anus der Robbenjungen auf und fügen diesen dabei regelmäßig teilweise schwere Wunden zu, die häufig zu Infektionen der Analregion der Robben führen.

## Fortpflanzung

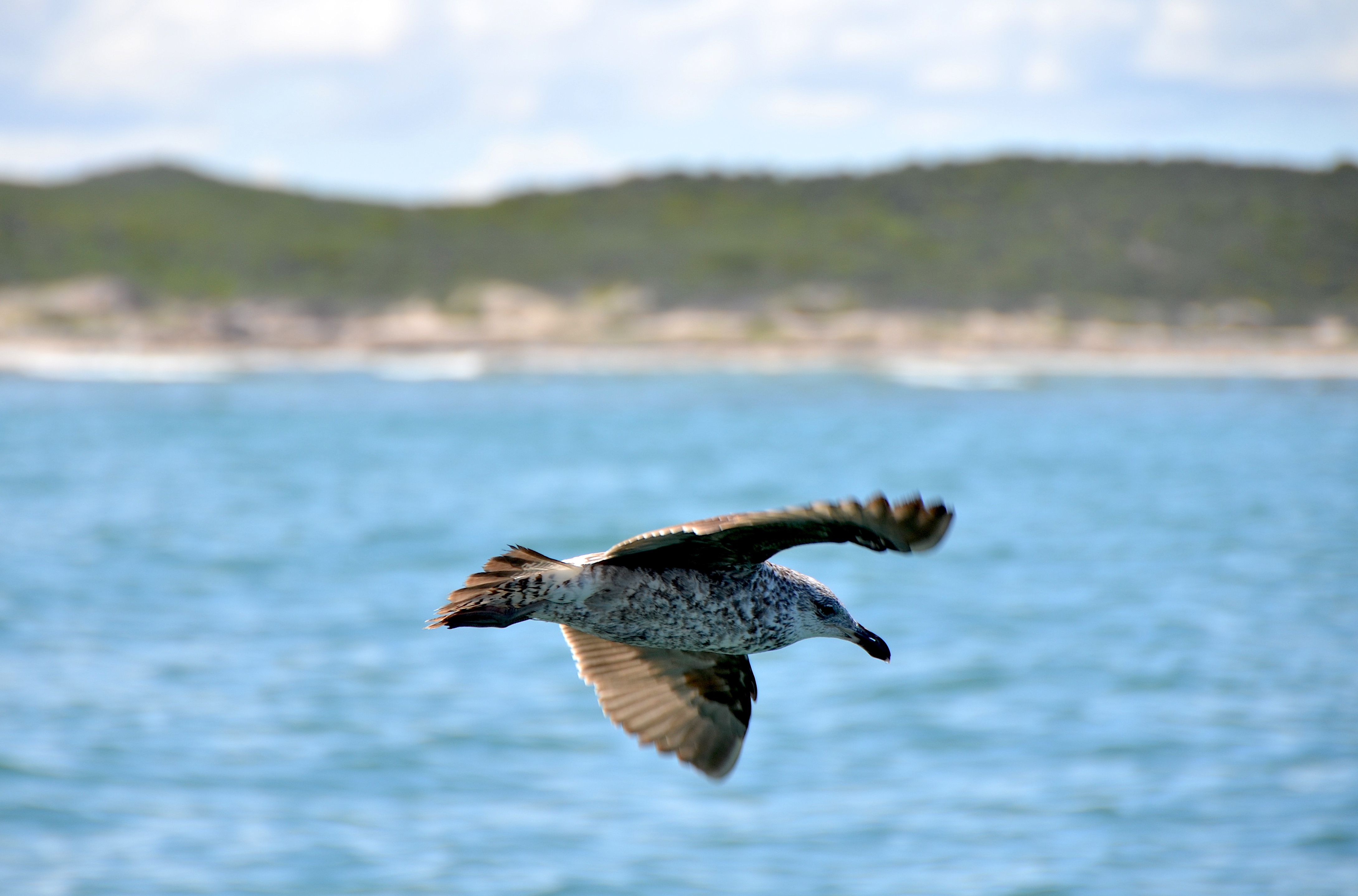
Junge Dominikanermöwe im Flug in Südafrika

Die Fortpflanzungszeit der Dominikanermöwen fällt gewöhnlich in den Zeitraum September bis Januar. Sie bildet dichte und gelegentlich sehr große Kolonien. Mitunter ist sie mit der Blutschnabelmöwe vergesellschaftet. Auch einzeln brütende Dominikanermöwen werden regelmäßig beobachtet.
Das Nest wird aus getrockneten Pflanzen und Algen errichtet. Es findet sich häufig am Fuß eines Strauchs oder eines Felsbrocken. Das Gelege besteht gewöhnlich aus zwei bis drei Eiern. Diese werden für einen Zeitraum von 24 bis 30 Tagen bebrütet. Die Jungvögel sind in einem Alter von etwa sieben Wochen flügge.

## Belege